# Saison 2 de The Rookie
Chronologie
Saison 1 Saison 3
La deuxième saison de la série télévisée américaine The Rookie : Le Flic de Los Angeles débute en septembre 2019 et s'achève en mai 2020, et est constituée de 20 épisodes.

## Généralités
Au moment où tous les tournages ont été interrompus le 13 mars 2020 lors de l'éclatement de la pandémie de Covid-19, la production avait complété le vingtième épisode.

## Distribution

### Acteurs principaux
- Nathan Fillion (VF : Guillaume Orsat) : Officier John Nolan, plus vieille recrue du Los Angeles Police Department
- Mekia Cox (VF : Fily Keita) : Lieutenant Nyla Harper, nouvelle officier instructeur de John Nolan
- Eric Winter (VF : Cédric Dumond) : Officier Tim Bradford, officier instructeur de Chen
- Melissa O'Neil (VF : Audrey Sourdive) : Officier Lucy Chen, jeune recrue
- Richard T. Jones (VF : Daniel Lobé) : Sergent Wade Grey
- Titus Makin (VF : Jean-Michel Vaubien) : Officier Jackson West, recrue et fils du Commandant West des affaires internes
- Alyssa Diaz (VF : Jessica Monceau) : Officier Angela Lopez, officier instructeur de West

### Acteurs récurrents et invités
- Shawn Ashmore (VF : Matyas Simon) : Wesley Evers, avocat et petit-ami de Angela Lopez
- Zayne Emory (VF : Oscar Douieb) : Henry Nolan, fils de John Nolan
- Madeleine Coghlan (VF : Anaïs Delva) : Abigail, fiancée d'Henry Nolan
- Michael Beach (VF : Thierry Desroses) : Commandant Percy West, père de Jackson West et chef des affaires internes
- Annie Wersching (VF : Anne Rondeleux) : Rosalind Dyer, criminelle emprisonnée
- Sarah Shahi (VF : Barbara Delsol) : Jessica Russo, ex-petite amie de Nolan
- Ali Larter (VF : Laurence Dourlens) : Dr Grace Sawyer, petite-amie de Nolan
- Harold Perrineau (VF : Frantz Confiac) : Détective Nick Armstrong, enquêteur de nuit du LAPD
- Enver Gjokaj (VF : Jérémy Prévost) : Donovan, ex mari de Nyla Harper

## Liste des épisodes

### Épisode 1:Impact
- États-Unis /  Canada : 29 septembre 2019 sur ABC / CTV
- France : 12 septembre 2020 sur M6

- États-Unis : 4,11 millions de téléspectateurs (première diffusion)
- France : 1,68 million de téléspectateurs (première diffusion)

### Épisode 2:Recherche appartement
- États-Unis /  Canada : 6 octobre 2019 sur ABC / CTV
- France: 12 septembre 2020 sur M6

- États-Unis : 3,83 millions de téléspectateurs (première diffusion)
- France : 1,57 million de téléspectateurs (première diffusion)

### Épisode 3:Le Pari
- États-Unis /  Canada : 13 octobre 2019 sur ABC / CTV
- France : 19 septembre 2020 sur M6

- États-Unis : 3,60 millions de téléspectateurs (première diffusion)
- France : 1,63 million de téléspectateurs (première diffusion)

Nolan essaie de gérer sa relation avec Russo, et crée des liens avec Grace pendant qu'il enquête sur un cas criminel avec l'agent Lopez. West est assigné à l'officier Smitty pour la journée, mais il a du mal avec son côté très nonchalant. Plus tard, West est en train de fouiller un criminel lorsque ce dernier s'enfuit, laissant tomber son arme dans un jardin. Un jeune garçon le trouve et tue accidentellement sa mère avec.

### Épisode 4:Le Billet en or
- États-Unis /  Canada : 20 octobre 2019 sur ABC / CTV
- France : 19 septembre 2020 sur M6

- États-Unis : 3,76 millions de téléspectateurs (première diffusion)
- France : 1,57 million de téléspectateurs (première diffusion)

### Épisode 5:Surprise!
- États-Unis /  Canada : 27 octobre 2019 sur ABC / CTV
- France : 26 septembre 2020 sur M6

- États-Unis : 3,24 millions de téléspectateurs (première diffusion)
- France : 1,75 million de téléspectateurs (première diffusion)

### Épisode 6:Tous aux abris !
- États-Unis /  Canada : 3 novembre 2019 sur ABC / CTV
- France : 3 octobre 2020 sur M6

- États-Unis : 3,50 millions de téléspectateurs (première diffusion)
- France : 1,69 million de téléspectateurs (première diffusion)

### Épisode 7:Prudence
- États-Unis /  Canada : 10 novembre 2019 sur ABC / CTV
- France : 3 octobre 2020 sur M6

- États-Unis : 3,73 millions de téléspectateurs (première diffusion)
- France : 1,89 million de téléspectateurs (première diffusion)

### Épisode 8:Une journée particulière
- États-Unis /  Canada : 17 novembre 2019 sur ABC / CTV
- France : 10 octobre 2020 sur M6

- États-Unis : 3,61 millions de téléspectateurs (première diffusion)
- France : 1,82 million de téléspectateurs (première diffusion)

### Épisode 9:Le Point de rupture
- États-Unis /  Canada : 1er décembre 2019 sur ABC / CTV
- France : 10 octobre 2020 sur M6

- États-Unis : 3,36 millions de téléspectateurs (première diffusion)
- France : 1,74 million de téléspectateurs (première diffusion)

### Épisode 10:Le Mal incarné
- États-Unis /  Canada : 8 décembre 2019 sur ABC / CTV
- France : 17 octobre 2020 sur M6

- États-Unis : 3,70 millions de téléspectateurs (première diffusion)
- France : (première diffusion)

### Épisode 11:La Course contre la mort
- États-Unis /  Canada : 23 février 2020 sur ABC / CTV
- France : 17 octobre 2020 sur M6

- États-Unis : 4,92 millions de téléspectateurs (première diffusion)
- France : 2,07 millions de téléspectateurs (première diffusion)

### Épisode 12:L'Heure du choix
- États-Unis /  Canada : 1er mars 2020 sur ABC / CTV
- France : 24 octobre 2020 sur M6

- États-Unis : 4,55 millions de téléspectateurs (première diffusion)
- France : 2,04 millions de téléspectateurs (première diffusion)

### Épisode 13:Héritage
- États-Unis /  Canada : 8 mars 2020 sur ABC / CTV
- France : 24 octobre 2020 sur M6

- États-Unis : 5,12 millions de téléspectateurs (première diffusion)
- France : 2,04 millions de téléspectateurs (première diffusion)

### Épisode 14:Opération clandestine
- États-Unis /  Canada : 15 mars 2020 sur ABC / CTV
- France : 31 octobre 2020 sur M6

- États-Unis : 5,17 millions de téléspectateurs (première diffusion)
- France : 2,16 millions de téléspectateurs (première diffusion)

### Épisode 15:Usurpation d'identité
- États-Unis /  Canada : 22 mars 2020 sur ABC / CTV
- France : 7 novembre 2020 sur M6

- États-Unis : 5,18 millions de téléspectateurs (première diffusion)
- France : 2,45 millions de téléspectateurs (première diffusion)

### Épisode 16:Dans la nuit
- États-Unis /  Canada : 5 avril 2020 sur ABC / CTV
- France : 7 novembre 2020 sur M6

- États-Unis : 5,87 millions de téléspectateurs (première diffusion)
- France : 2,45 millions de téléspectateurs (première diffusion)

### Épisode 17:La Cargaison
- États-Unis /  Canada :12 avril 2020 sur ABC / CTV
- France : 14 novembre 2020 sur M6

- États-Unis : 4,57 millions de téléspectateurs (première diffusion)
- France : 2,33 millions de téléspectateurs (première diffusion)

### Épisode 18:Sous pression
- États-Unis /  Canada : 26 avril 2020 sur ABC / CTV
- France : 21 novembre 2020 sur M6

- États-Unis : 4,96 millions de téléspectateurs (première diffusion)
- France : 2,24 millions de téléspectateurs (première diffusion)

Nolan et Harper doivent escorter quatre délinquants juvéniles vers une prison pour adulte, mais une fois sur place ils se trouvent pris dans une émeute. Ils se trouvent obligés de former une alliance avec Oscar Hutchinson afin de pouvoir évacuer les quatre jeunes de la prison, ainsi que sauver la directrice prise en otage. Rachel et Bradford doivent rectifier une erreur qui a fait perdre la garde de son fils à une mère innocente.

### Épisode 19:La Dernière ligne droite
- États-Unis /  Canada : 3 mai 2020 sur ABC / CTV
- France : 28 novembre 2020 sur M6

- États-Unis : 5 millions de téléspectateurs (première diffusion)
- France : 2,03 millions de téléspectateurs (première diffusion)

### Épisode 20:La Taupe
- États-Unis /  Canada : 10 mai 2020 sur ABC / CTV
- France : 5 décembre 2020 sur M6

- États-Unis : 4,66 millions de téléspectateurs (première diffusion)
- France : 2,51 millions de téléspectateurs (première diffusion)